# Arquites (associació)
L'Associació Arquitectes Italians a Espanya, Arquites, és una organització no governamental espanyola sense ànim de lucre i independent, formada per arquitectes d'origen italià que operen en el territori espanyol.

## Història
L'associació va ser constituïda l'any 1990 a València per alguns arquitectes interessats en redescubrir el llegat que arquitectes d'origen italià han deixat en terres espanyoles, llegat que després d'alguna manera va arribar fins a Amèrica Llatina pel que fa a l'arquitectura clàssica iberoamericana. L'acrònim Arquites, Arquitectes Italians a Espanya, és un homenatge al matemàtic i filòsof pitagòric, Arquites de Tàrent, i a la seva afirmació: "L'harmonia condueix la geometria cap a l'arquitectura", que amb els seus coneixements de matemàtica, geometria, astrologia i altres ciències representa uns dels primers arquitectes italians de la història, segons la concepció del Renaixement italià.

## Finalitat
Arquites té com a objectiu la valorització de l'abundant patrimoni arquitectònic impulsat per arquitectes italians al llarg de la història de la península Ibèrica. Les nombroses obres arquitectòniques, encara avui dia conservades, són testimoni de la forta presència de creadors d'origen italià, des de l'època romana passant pel barroc o el Renaixement, fins a les creacions d'arquitectura moderna del segle xx, i configuren un estil i una manera de concebre l'arquitectura que, encara que influïda per caràcters localistes, és una herència viva de la història i del cultura del Mediterrani.
En la història arquitectònica espanyola i, en conseqüència, en la iberoamericana abunden nombrosos exemples d'aquesta arquitectura, des dels projectes renaixentistes de l'arquitecte Francesco Sabatini i Gioacchino Toesca, fins als contemporanis Vittorio Gregotti i Aldo Rossi.
En aquesta línia, l'objectiu principal de l'associació és fomentar el debat entre les cultures arquitectòniques italiana i espanyola, que deriven d'un passat històric comú, on els arquitectes d'ambdós costats del Mediterrani intercanviaven coneixements i tècniques que els permetia edificar veritables obres d'art, les quals avui en es troben en moltes ciutats espanyoles i que són part de l'herència arquitectònica europea, i que en molts cas són peces clau del patrimoni de la humanitat.
Les esglésies, palaus, monestirs, castells, teatres i diversos monuments concebuts per italians a Espanya són vestigis d'un passat on els límits territorials desapareixien davant la força de la cultura.

## Arquitectes italians de relleu en la història d'Espanya
- Carles Ruta
- Francesco Sabatini
- Marcello Fontón
- Luis Bernasconi
- Gioacchino Toesca
- Francesco Antonio Valzania
- Juan Bautista Pastorelli
- Vittorio Gregotti
- Aldo Rossi
- Giorgio Grassi
- Giovanni Battista Sacchetti